# Colobus
Los colobos (género Colobus) son un género de primates catarrinos de la familia Cercopithecidae que está integrado por varias especies de monos africanos. La palabra Colobus proviene del griego κολοβός (kolobós), que significa "mutilado", llamado así porque no poseen pulgar.

## Especies y subespecies
Se reconocen las siguientes especies:
- Colobus angolensis
  - Colobus angolensis angolensis
  - Colobus angolensis cordieri
  - Colobus angolensis cottoni
  - Colobus angolensis palliates
  - Colobus angolensis prigoginei
  - Colobus angolensis ruwenzorii
- Colobus guereza
  - Colobus guereza guereza
  - Colobus guereza caudatus
  - Colobus guereza dodingae
  - Colobus guereza kikuyuensis
  - Colobus guereza matschiei
  - Colobus guereza occidentalis
  - Colobus guereza percivali
- Colobus polykomos
- Colobus satanas
  - Colobus satanas satanas
  - Colobus satanas anthracinus
- Colobus vellerosus